# Brachymeria hyalinipennis
Brachymeria hyalinipennis is een vliesvleugelig insect uit de familie bronswespen (Chalcididae). De wetenschappelijke naam is voor het eerst geldig gepubliceerd in 1911 door Girault.